# Chiesa abbaziale di San Benedetto Martire
La chiesa di San Benedetto Martire è un'abbazia di San Benedetto del Tronto del XVII secolo che custodisce la tomba di San Benedetto, patrono della città. L'abbazia è la più antica della città ed è situata nel vecchio incasato del Paese Alto, nella parte alta di San Benedetto del Tronto, con affaccio su piazza Bice Piacentini. Nonché vicinissima alla Torre dei Gualtieri, situata in Piazza Giuseppe Sacconi dove c'è Palazzo Anelli, edificio risalente al 1730, oggi sede del vescovado.

## Storia
Un primo edificio di culto sorse sul sacello, dove erano conservate le reliquie di San Benedetto, presumibilmente nel IV secolo. La chiesa iniziale risale al XII secolo dove sorgeva l'antica pieve di San Benedetto, sorta sul sepolcro del Santo, dopo il 1140, venne costruita la cinta muraria. Poco rimane dell'antico sepolcro e del vecchio edificio poiché la chiesa fu modificata ed ampliata alla fine del XVIII secolo su disegno dell'architetto Pietro Augustoni. La denominazione abbazia risale al 1521, fra il 1774 e 1778, fu eseguito un ampliamento e rifacimento della chiesa, ma portò alla scomparsa delle parerti affrescate.

### San Benedetto Martire

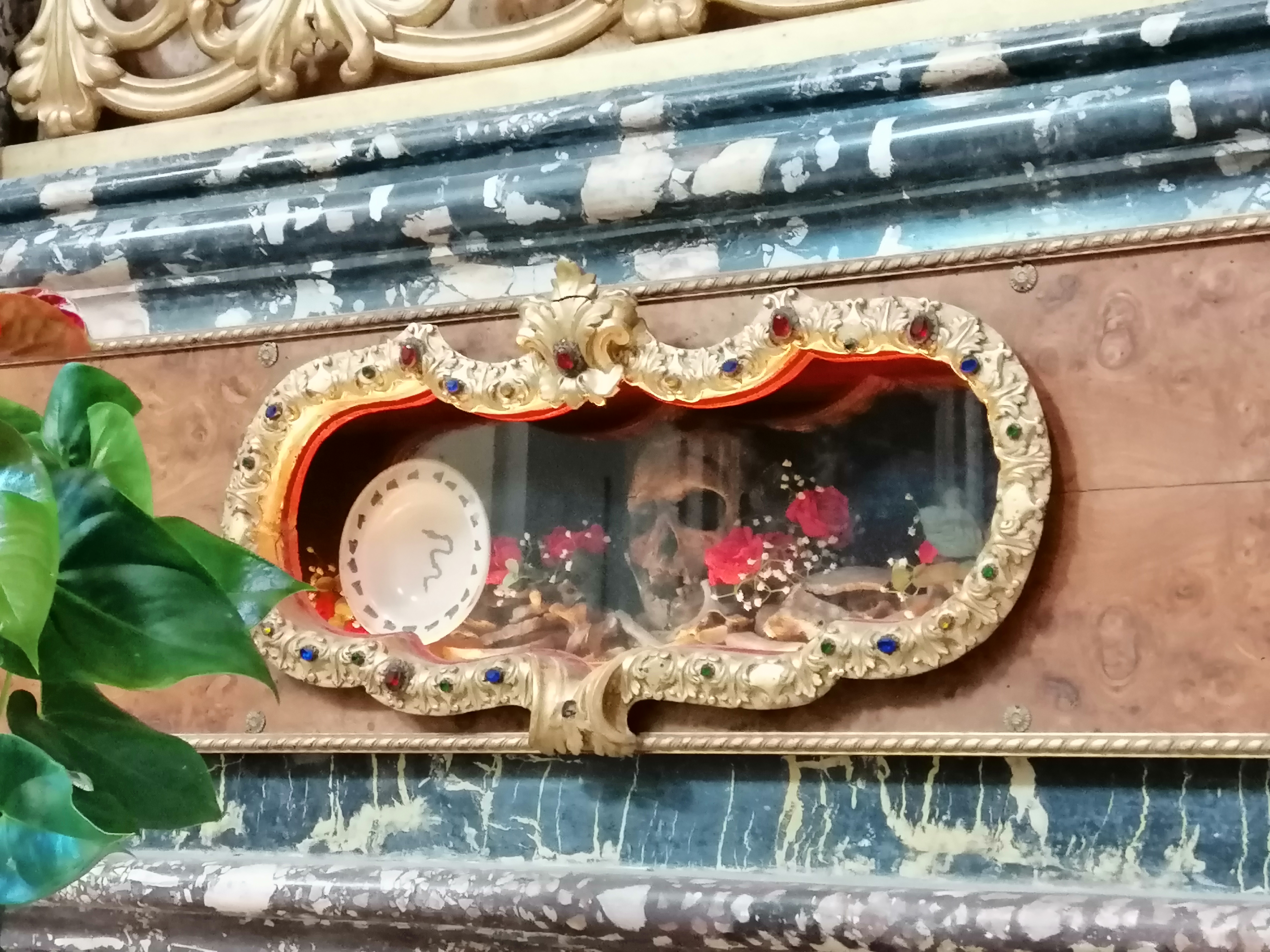
Le reliquie di San Benedetto

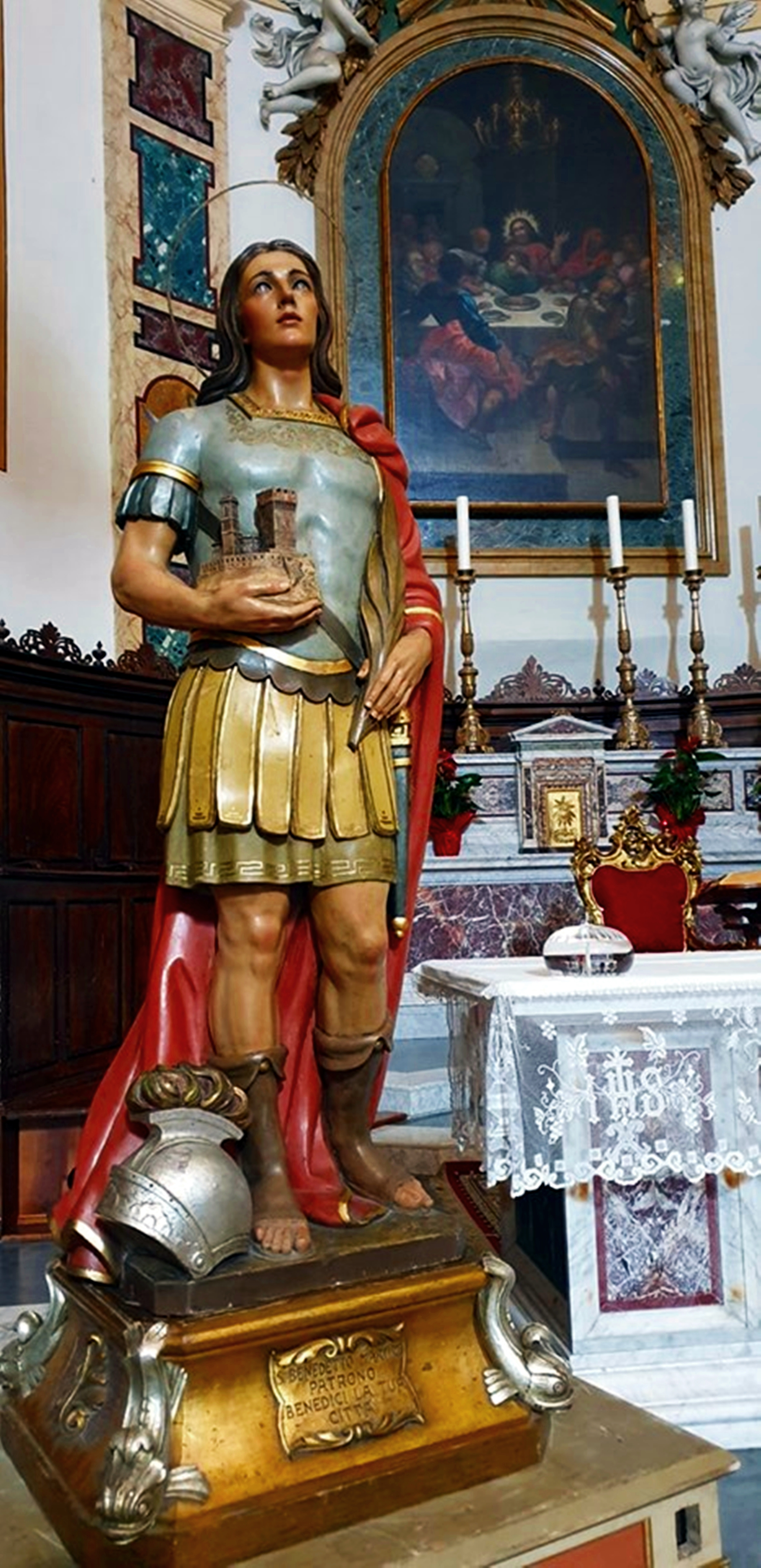
Statua di San Benedetto Martire

Soldato romano dislocato nel presidio militare alla difesa della città di Cupra Marittima, essendosi rifiutato di abiurare la fede cristiana e di riconoscere gli dei pagani, fu martirizzato sul ponte del torrente Menocchia il 13 ottobre del 304 e il suo corpo fu gettato in mare. La leggenda narra che in mare la testa non si sia separata dal corpo, e che le sue membra siano state trasportate verso sud grazie all'aiuto di alcuni delfini, che le hanno trasportate fino ad adagiarle sulle spiagge prospicienti l'odierna San Benedetto del Tronto. Qui il corpo del martire sarebbe stato trovato da un contadino, che dopo aver chiamato aiuto ha caricato i resti del santo su un carretto trainato da buoi. Questi avrebbero trainato il carro fin sopra un colle poco distante dalla costa, dove Benedetto è stato finalmente sepolto. Sul luogo sarebbero sorte poi una cappella e una pieve, attorno alla quale si è sviluppato il primo nucleo urbano dell'antica San Benedetto.

## Descrizione
La chiesa è a navata unica. Oltre all’altare maggiore, vi sono altri sei altari, tre a destra e tre a sinistra. Costruita in stile neoclassico, piuttosto semplice, interamente in laterizio, con facciata con cornici e paraste e timpano in pietra, nella chiesa sono conservate, oltre a reperti, epigrafi e lapidi, diverse altre opere: una pala d'altare del 1707 del pittore fermano Ubaldo Ricci relativa all'ultima cena, una pala della Madonna del Rosario di anonimo del XVI secolo e un'altra della Madonna del Carmelo, sempre di anonimo, del XVIII secolo; inoltre il simulacro dell'Immacolata Concezione realizzata nel 1856, un Cristo Morto della seconda metà dell'Ottocento e soprattutto l'altare di San Benedetto martire con reliquie del Santo. Artistiche vetrate adornano i finestroni che si susseguono al vertice della navata della Abbazia. Vi sono istoriate, nel quadro di policrome simmetrie, le simbologie dei sacramenti: battesimo, confessione, cresima, matrimonio, ordine sacro e unzione dei malati. Sono custodite all'interno le spoglie del Venerato Padre Giovanni dello Spirito Santo.Affiancato al corpo principale della chiesa, adiacente all’area presbiteriale, si eleva l’alto campanile a torre contente 4 campane fuse dalla Fonderia Colbachini di Padova nel 1963. L'8 dicembre del 1954 fu posta una lapide in ricordo dell'epidemia del 1854-55 di colera che colpì anche la città di San Benedetto del Tronto, dove ci furono parecchie vittime, fu dimezzata l'intera popolazione cittadina che all'epoca contava circa 5 000 abitanti. Posta poco sopra la base del campanile della chiesa, ricorda la devozione del popolo sambenedettese verso Maria.

## Posizione
Dislocata nel vecchio incasato del Paese Alto, che sorge su una collina di modesta altitudine, si erge fra Piazza Giuseppe Sacconi e Piazza Bice Piacentini, in un contesto medievale.  

## Festività
- Ottobre  —  "Festa del patrono"  per molti anni è stata organizzata ogni ultimo sabato di maggio, ma dal 2008 si è tornati a celebrarla nella data di origine, il 13 ottobre, giorno esatto a cui si fa risalire, nell'anno 304, il martirio del soldato romano. La Rievocazione storica del martirio, prevede celebrazioni nella città di Cupra Marittima[5], dove è stato martirizzato, e una processione via mare, dove la statua di San Benedetto imbarcata su un peschereccio, da Cupra Marittima approda al porto di San Benedetto del Tronto, per poi percorrere le vie cittadine e fare arrivo presso la Abbaziale di San Benedetto martire.[6]

## Galleria d'immagini

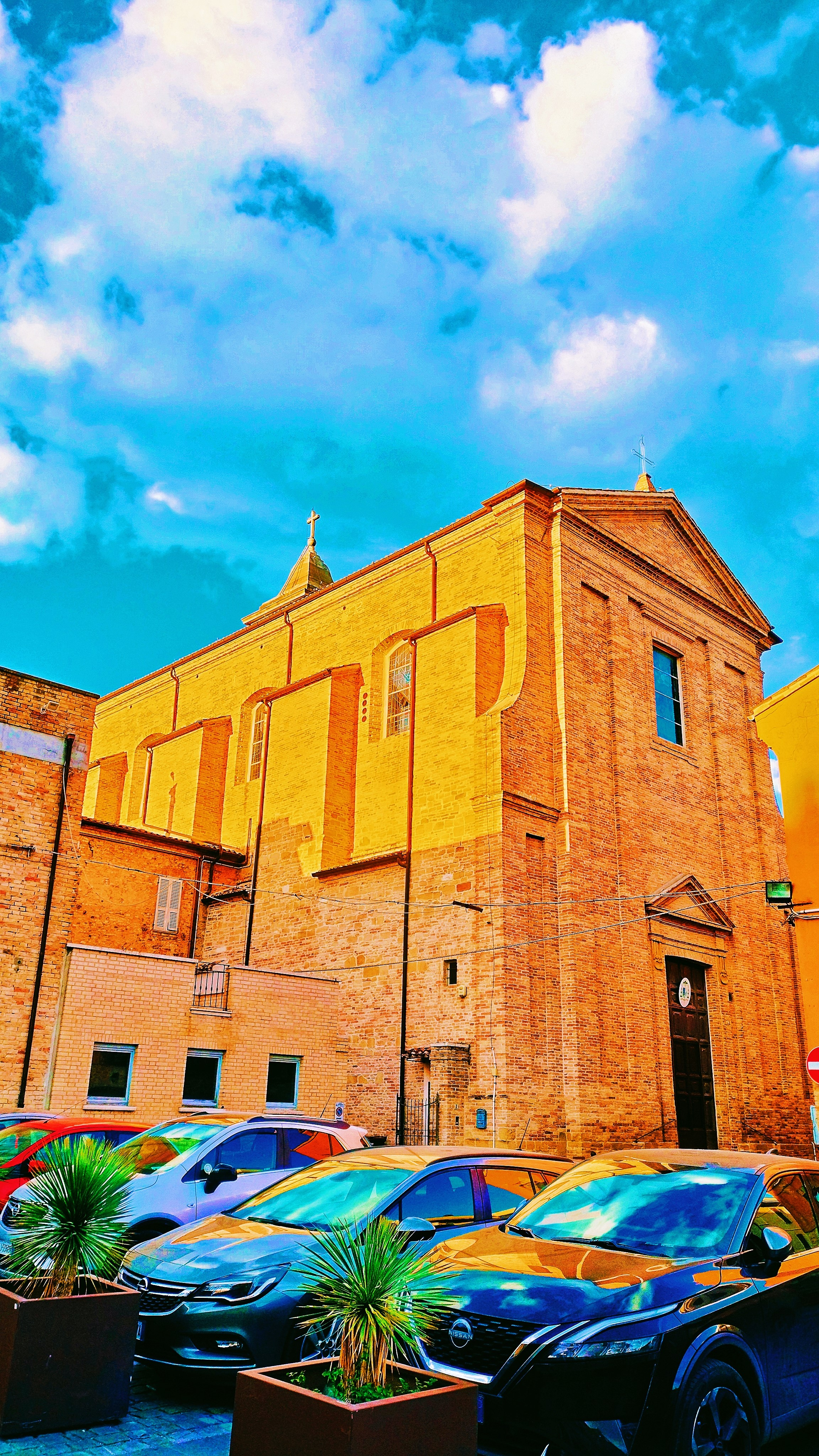
Facciata Chiesa lato ovest
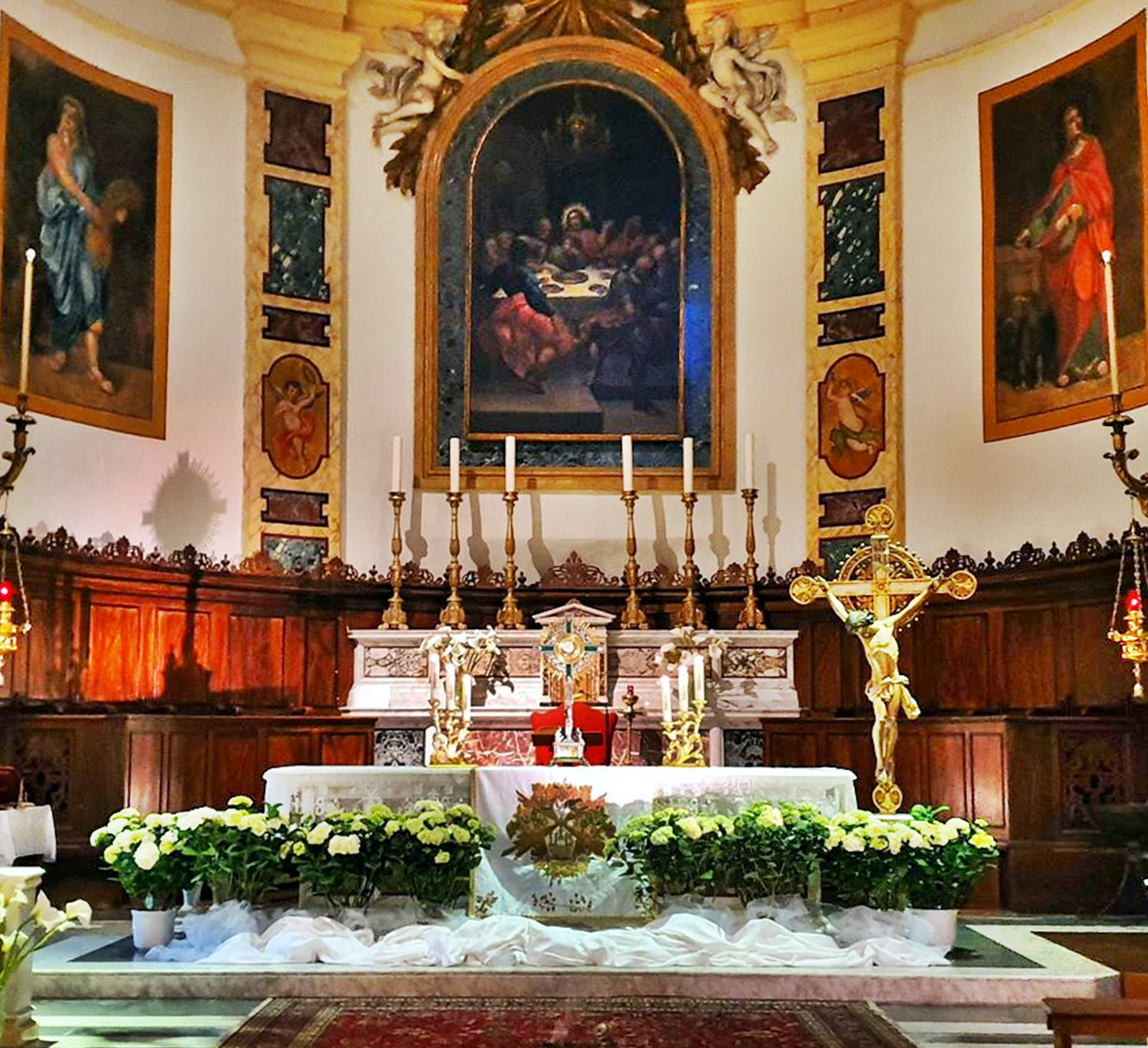
Altare maggiore
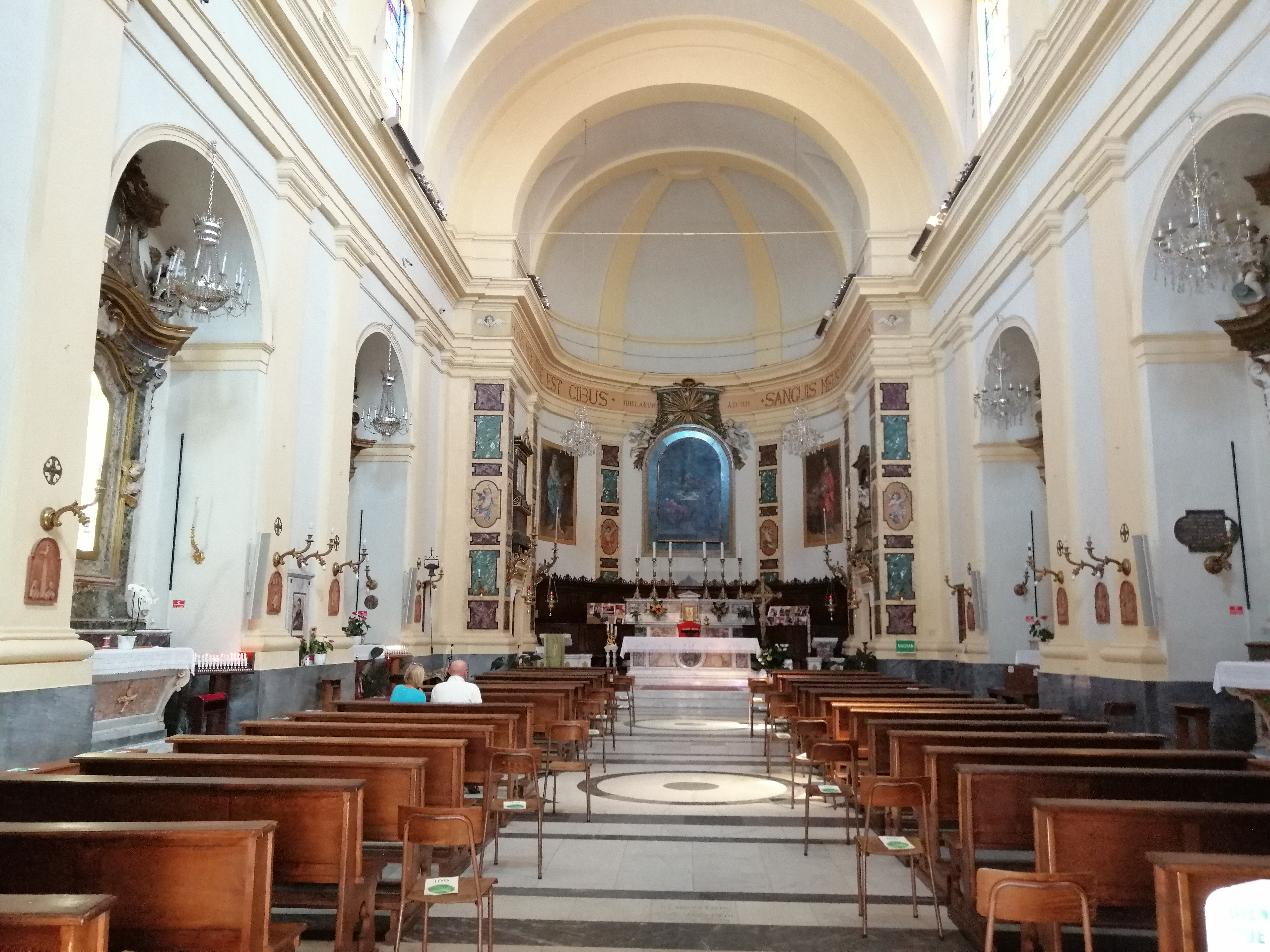
veduta dell'interno
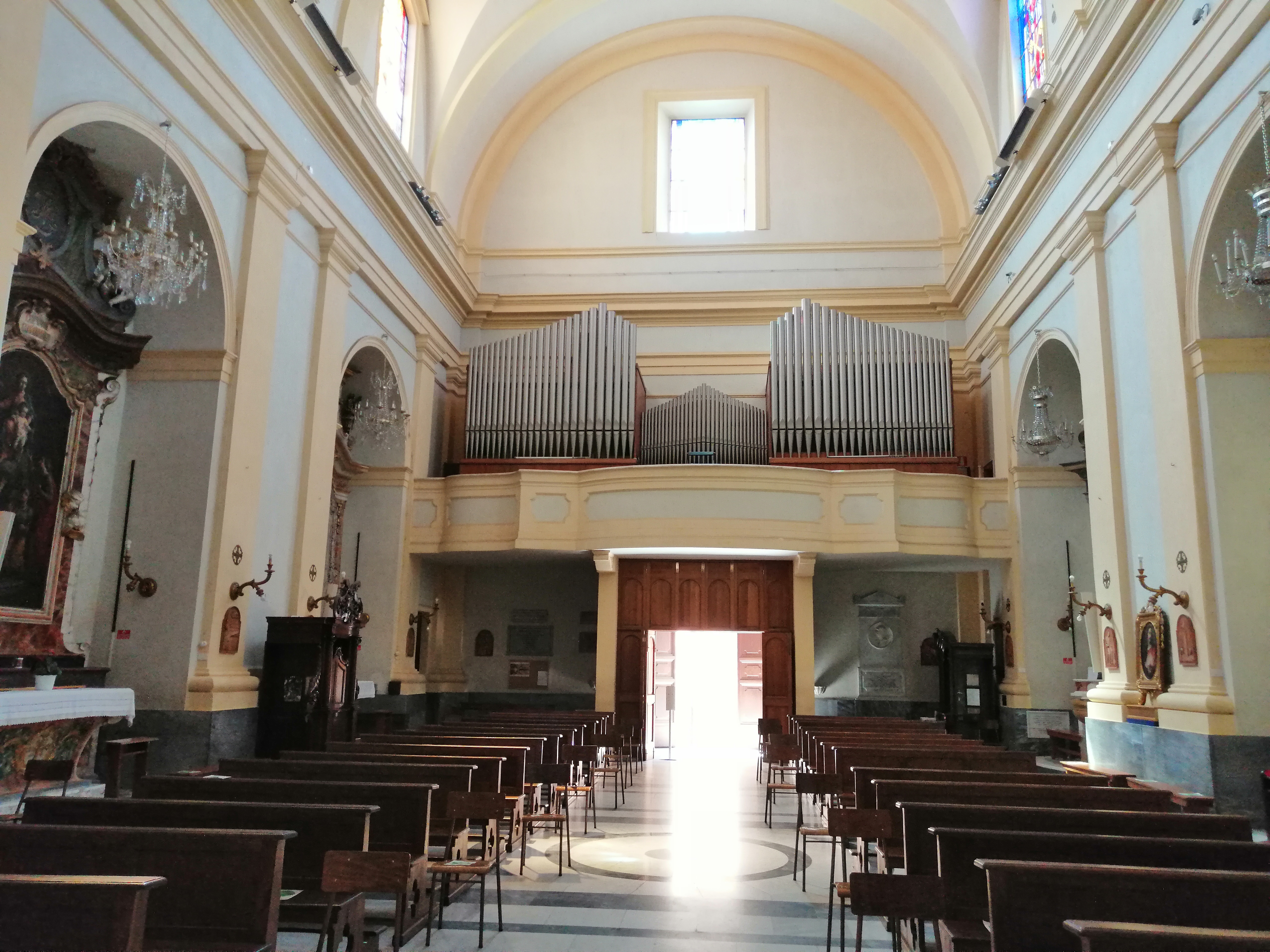
Veduta dell'ingresso con l'organo a canne.
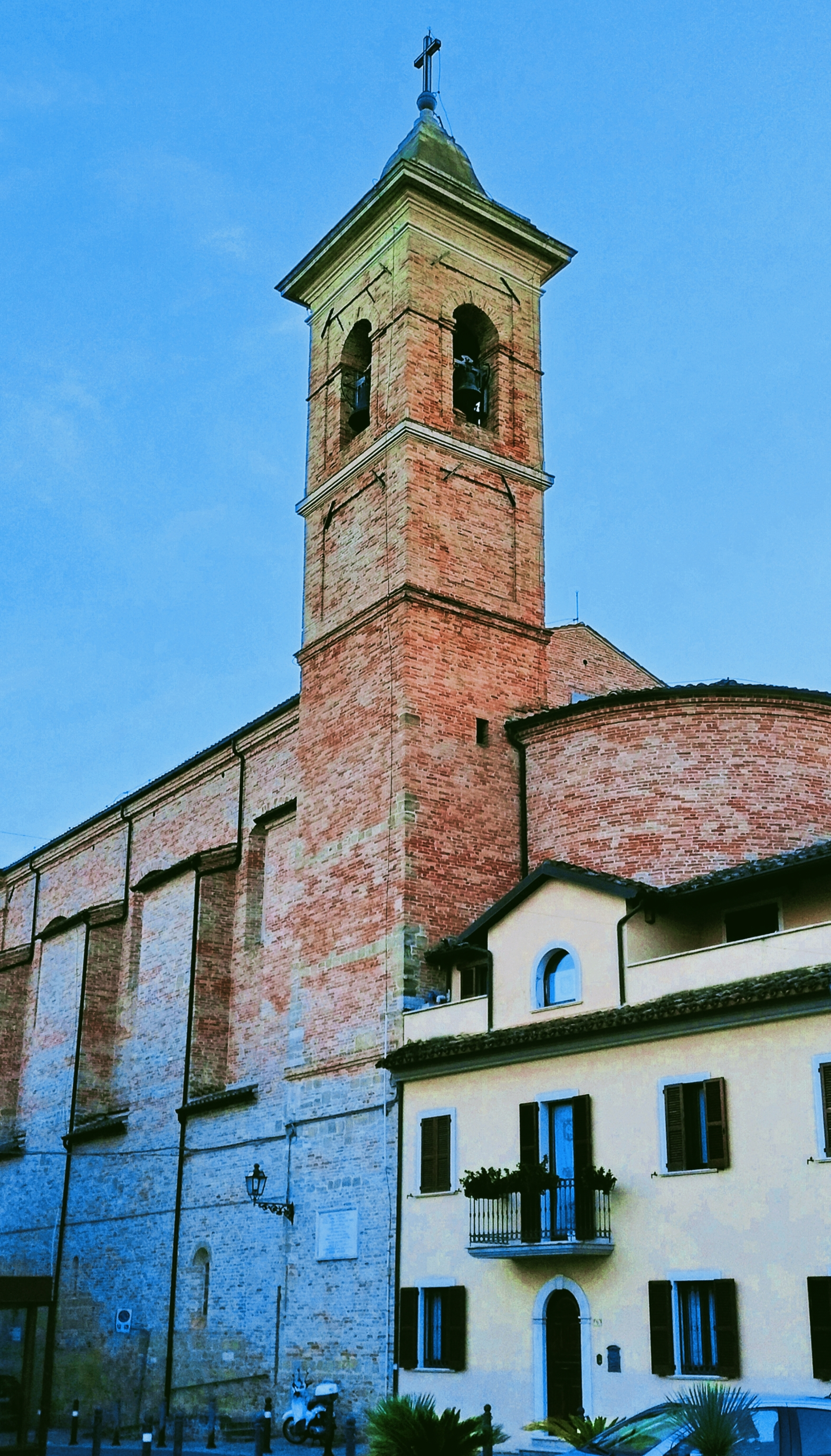
Veduta del campanile
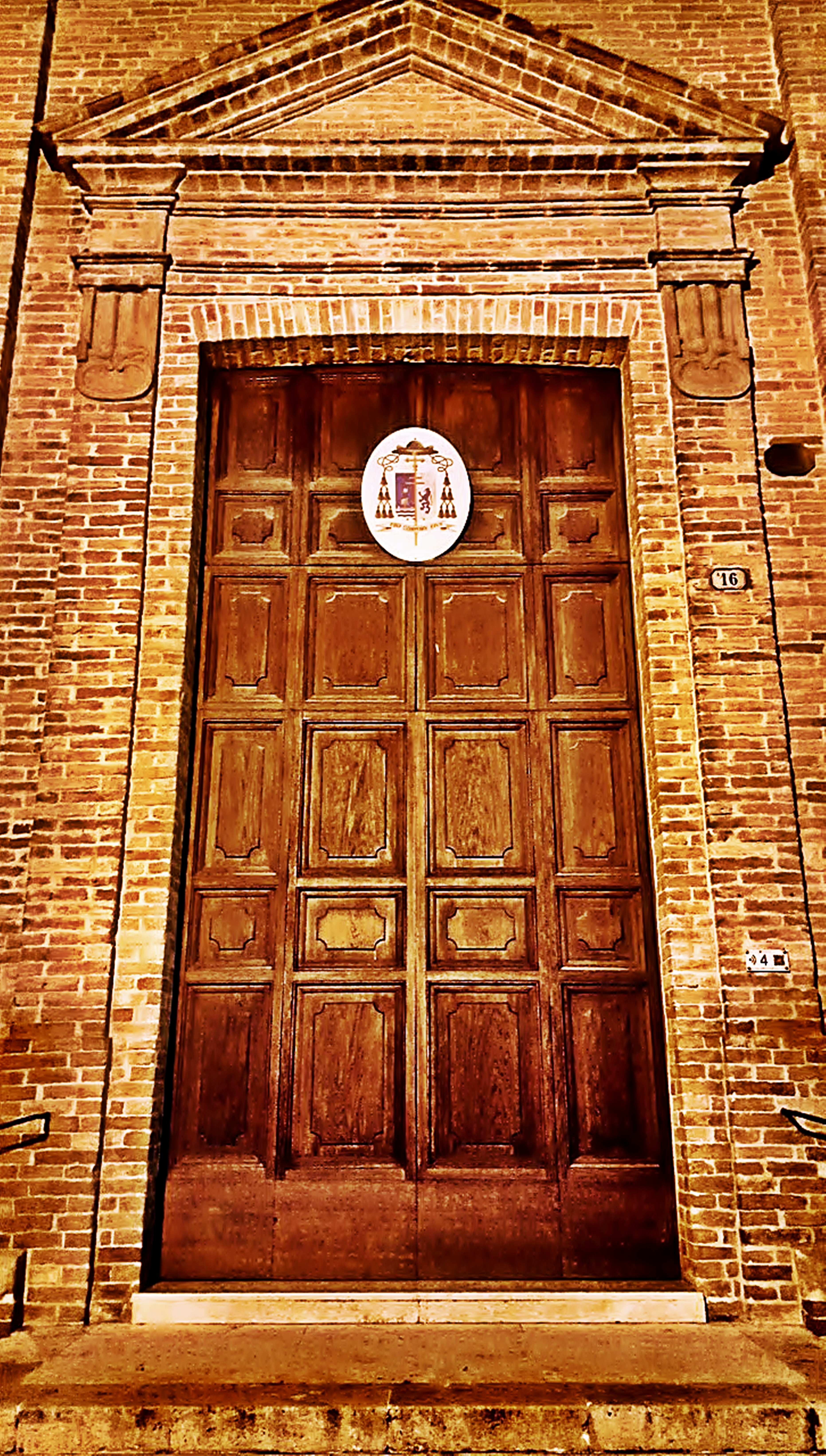
Il portale d'ingresso
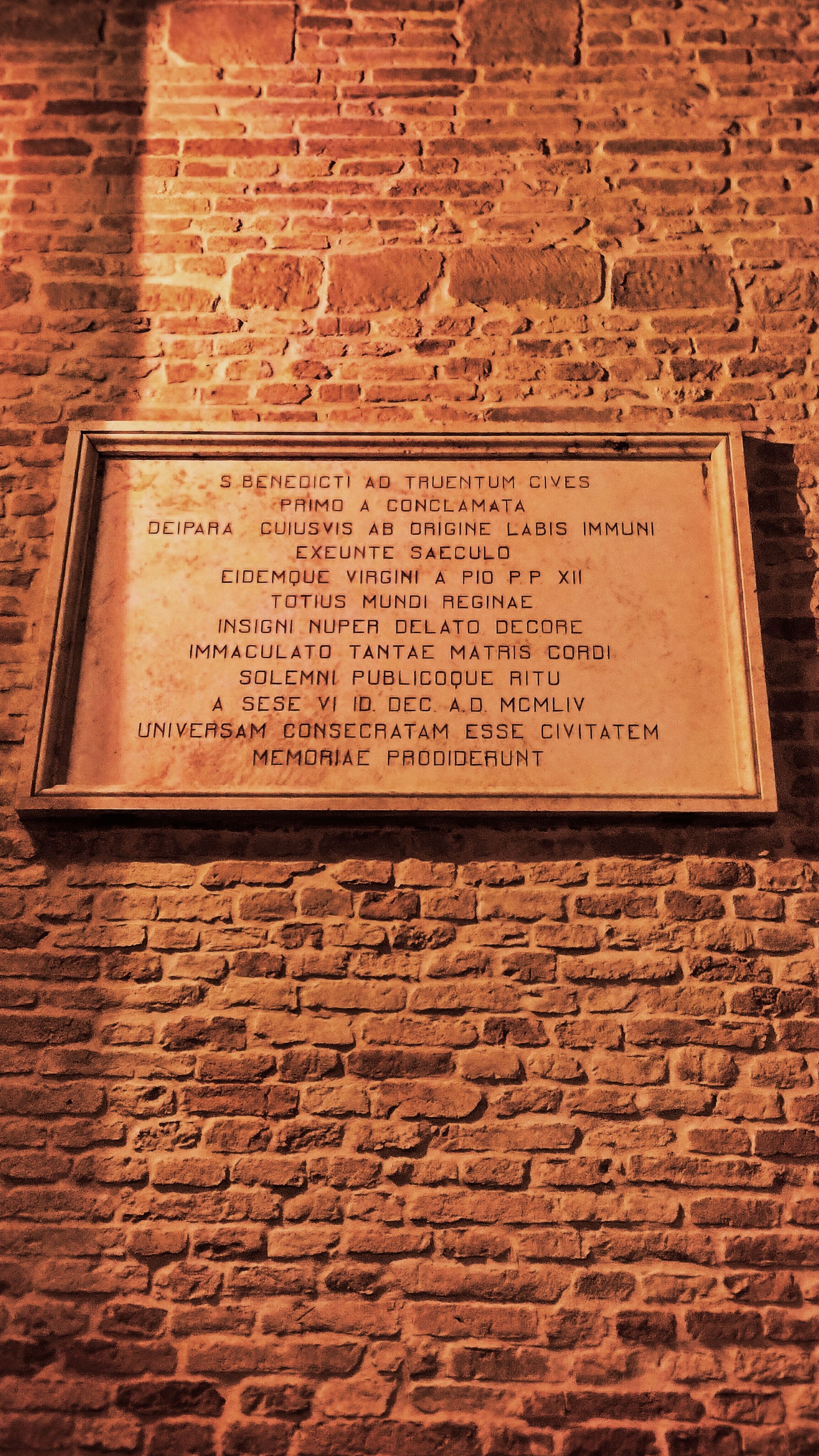
La targa ricorda la devozione dei sambenedettesi verso la Vergine Maria.